# Columelliaceae
Columelliaceae is een botanische naam, voor een familie van tweezaadlobbige planten. Een familie onder deze naam wordt regelmatig erkend door systemen van plantentaxonomie
Zo ook door het APG-systeem (1998) en het APG II-systeem (2003). In deze beide systemen wordt de familie niet in een orde geplaatst. Wel is er een keus tussen twee omschrijvingen:
- In enge zin (sensu stricto): alleen het geslacht Columellia.
- In brede zin (sensu lato), inclusief de planten die anders de familie Desfontainiaceae zouden vormen.

In beide gevallen gaat het om een heel kleine familie van slechts enkele soorten, die voorkomen in de Andes (in het tweede geval bovendien in aangrenzend Centraal-Amerika).
De APWebsite [12 augustus 2009] plaatst de familie (aldaar in de brede zin) in haar orde Bruniales.
In het Cronquist-systeem (1981) is de plaatsing in de orde Rosales.